# دايفيد دوغلاس
دايفيد دوغلاس (بالإنجليزية: David Douglas)‏ (و. 1799 – 1834 م) هو مستكشف، وعالم نبات، وبستاني من المملكة المتحدة لبريطانيا العظمى وأيرلندا، ومملكة بريطانيا العظمى، توفي عن عمر يناهز 35 عاماً، بسبب هجمات الحيوانات.

## التعليم
تعلم في جامعة غلاسكو.

## روابط خارجية
- دايفيد دوغلاس على موقع الموسوعة البريطانية (الإنجليزية)